# غلوريا بيرغوس
غلوريا بيرغوس (بالإسبانية: Gloria Burgos)‏ هي عداءة سريعة بوليفية، ولدت في 28 يناير 1970.

## وصلات خارجية
- غلوريا بيرغوس على موقع الاتحاد الدولي لألعاب القوى (الإنجليزية)
- غلوريا بيرغوس على موقع أوليمبيديا (الإنجليزية)